# Kelkwormen
Kelkwormen (Entoprocta) (van het Grieks entos = binnen, prooktos = anus) is een stam van het Dierenrijk. De stam telt 170 wetenschappelijk beschreven soorten. De meeste soorten leven in zee, vastgehecht op rotsen, grotere crustaceeën of schelpen en dergelijke. Het zijn zeer kleine dieren (maximaal 5 mm) die gewoonlijk slechts te vinden zijn door het bestuderen van hydroïdkolonies, grote bryozoën, algen en hechtorganen van algen. Hun lichaam bestaat uit een bootvormig deel dat de inwendige organen bevat (de calyx) en een steel (pedunculus) waarmee het dier is vastgehecht. De calyx heeft een krans van 8 tot 30 tentakels. Vele soorten vormen kolonies.
Ze kunnen met de hydroïden verward worden, maar hun tentakels zijn dik, van trilharen voorzien, trekken vrij langzaam samen en verdwijnen daarbij niet in het capitulum.

## Ontwikkeling
Bij de entoprocta is er sprake van spiraal klieving.

## Voeding
Mond en anus liggen binnen de tentakelkrans. De darm is dan ook U-vormig. Op de tentakels staan trilharen, waarmee een waterstroom kan worden veroorzaakt die zwevende deeltjes en kleine prooien naar de binnenkant van de tentakels brengt, vanwaar deze naar de mond worden gebracht.

## Voortplanting
Ongeslachtelijke voortplanting door knopvorming komt veel voor. Bij kolonievormende soorten worden aan de onderkant van de steel uitlopers gevormd, waarop de knoppen ontstaan. Deze uitlopers liggen op de ondergrond en blijven de individuen van de kolonie met elkaar verbinden. Bij de geslachtelijke voortplanting ontstaat er een vrijzwemmende larve, die een korte tijd rondzwemt en daarna een geschikte plaats zoekt om zich vast te zetten.

## Taxonomie
- Orde Loxosomatida
  - Familie Loxokalypodidae
  - Familie Loxosomatidae
- Orde Pedicellinida
  - Familie Pedicellinidae
- Orde Urnatellida
  - Familie Barentsiidae

## Soorten
De volgense soorten en genera komen in de Europese zeeën voor:
- Barentsia gracilis M. Sars, 1835
- Pedicellina cernua (Pallas, 1774)
- Loxosoma Keferstein, 1862
- Loxosomella Mortensen, 1911